# Каюга (Індіана)
Каюга (англ. Cayuga) — місто (англ. town) в США, в окрузі Вермільйон штату Індіана. Населення — 952 особи (2020).

## Географія
Каюга розташована за координатами 39°56′50″ пн. ш. 87°27′52″ зх. д. / 39.94722° пн. ш. 87.46444° зх. д. (39.947334, -87.464571).  За даними Бюро перепису населення США в 2010 році місто мало площу 2,62 км², уся площа — суходіл.

## Демографія
Згідно з переписом 2010 року, у місті мешкали 1162 особи в 475 домогосподарствах у складі 329 родин. Густота населення становила 443 особи/км².  Було 523 помешкання (199/км²).
Расовий склад населення:
| - 97,8 % — білих - 0,5 % — корінних американців - 0,2 % — чорних або афроамериканців - 0,1 % — азіатів |

До двох чи більше рас належало 1,2 %. Частка іспаномовних становила 0,5 % від усіх жителів.
За віковим діапазоном населення розподілялося таким чином: 22,5 % — особи молодші 18 років, 59,9 % — особи у віці 18—64 років, 17,6 % — особи у віці 65 років та старші. Медіана віку мешканця становила 43,2 року. На 100 осіб жіночої статі у місті припадало 93,0 чоловіків;  на 100 жінок у віці від 18 років та старших — 85,0 чоловіків також старших 18 років.
Середній дохід на одне домашнє господарство  становив 48 810 доларів США (медіана — 46 518), а середній дохід на одну сім'ю — 56 346 доларів (медіана — 54 000). За межею бідності перебувало 18,2 % осіб, у тому числі 28,1 % дітей у віці до 18 років та 10,3 % осіб у віці 65 років та старших.
Цивільне працевлаштоване населення становило 483 особи. Основні галузі зайнятості: виробництво — 23,8 %, освіта, охорона здоров'я та соціальна допомога — 16,4 %, роздрібна торгівля — 11,6 %, науковці, спеціалісти, менеджери — 11,6 %.